# 地球人

地球人

地球人通常是在科幻小說、电影等作品的內容與外星生物探索研究中，对于地球上的人類的称呼，以和「外星人」相對應。不直接用“人类”而是用“地球人”一词，能够以宇宙性的观点称呼地球上的人类，并基于间离效果，让科幻作品的读者、观者产生一种陌生感。
在英語科幻领域，“地球人”一般稱為「Earthling」，在“Earth”（地球）之后加上后缀-ling构成，1949年的科幻小说《红色星球》首次使用了该词，此前在古代，该词的原意是俗人、凡人。其他描述「地球人」的英文词汇，除了“Earthling”和直接称呼“human”或“human being”（通用的“人类”）外，还有“Earthman”（复数Earthmen）、“Terran”（用于科幻领域的“人类”）、“man on earth”（在地球上的人，复数men on earth）等等。
不少科幻電影和小說傾向把地球人歸納為一個族群。